# 直井卓俊
直井 卓俊（なおい たかとし、1976年11月21日 - ）は、日本の映画プロデューサー。株式会社スポッテッドプロダクションズ代表取締役。

## 人物
1976年11月21日、栃木県塩谷郡高根沢町生まれ。栃木県立氏家高等学校を経て法政大学文学部卒業。古本屋などで働くフリーター生活、映画配給会社アップリンクを経て、SPOTTED PRODUCTIONS（2010年に法人化）で企画・配給・宣伝などを手がける。京都造形芸術大学（2014-2018）、日本大学藝術学部にて非常勤講師（2020-2022）も務める。

## 不祥事

### 『童貞。をプロデュース』の出演者への性行為強要の告発
2017年（平成29年）8月25日、『童貞。をプロデュース』の公開10周年を記念した上映の初日舞台挨拶において、出演者の加賀賢三は、本作における性行為が強要されたものであったと激しく告発した。本作は当初、8月25日から31日まで上映する予定であったが、この騒動を受けて、26日以降の上映は中止となった。同月31日、監督の松江哲明とSPOTTED PRODUCTIONSの社長の直井卓俊は連名で声明「8.25（金）「童貞。をプロデュース」 10周年記念上映中止の経緯・ご報告につきまして」を発表し、「本作品の撮影は加賀氏の了承の下に行われ、強要などないことについて」として加賀の発言内容を否定した。
2年後の2019年（令和元年）12月5日、ガジェット通信の取材に応じた加賀は、強要が行われた当時の具体的な状況や、その前後に交わされた松江を含む関係者とのやり取りについて詳細を語り、2017年8月31日に松江・直井が連名で発表した声明に対する反論を行った。
上記のガジェット通信によるロングインタビューのウェブ公開で本件は再度注目を集め、約1週間後の2019年12月13日、配給のSPOTTED PRODUCTIONSのホームページにて、監督の松江哲明と配給会社代表の直井卓俊による謝罪文が掲載された。その後2019年12月13日の謝罪文はSPOTTED PRODUCTIONSのウェブサイト上から削除され、2020年1月21日に株式会社スポッテッドプロダクションズ代表取締役直井卓俊名義で「映画『童貞。をプロデュース』について（配給より経緯報告とお詫び）」との文章が掲載された。

## 主な映画
法人化前
2005年
- 『てばなとめいたんてい』（2005）-　配給・宣伝
- 『シャーリー・テンプル・ジャポンpart1&2』（2005）- 配給・宣伝
- 『おじさん天国』（2005）- 配給・宣伝

2007年
- 『童貞。をプロデュース』（2007）- 配給・宣伝
- 『たそがれ』（2007）- 配給・宣伝

2008年
- 『片腕マシンガール』（2008）- 配給・宣伝
- 『東京残酷警察』（2008）- 配給・宣伝
- 『デコトラ★ギャル奈美』（2008）- 配給・宣伝

2009年
- 『あんにょん由美香』（2009）- 製作・配給・宣伝
- 『ライブテープ』（2009）- 配給・宣伝
- 『SR サイタマノラッパー』（2009）- 配給・宣伝

2010年
- 『ロストパラダイス・イン・トーキョー』（2010）- 配給・宣伝
- 『庭にお願い』（2010）- 配給・宣伝
- 『SR サイタマノラッパー2 女子ラッパー☆傷だらけのライム』（2010）- 宣伝協力

法人化後
2011年
- 『劇場版 神聖かまってちゃん ロックンロールは鳴り止まないっ』（2011）- 企画・製作・配給

2013年
- 『おとぎ話みたい』（2013）- 企画

2014年
- 『おんなのこきらい』（2014）- 企画・配給
- 『5つ数えれば君の夢』（2014）- 企画・製作・配給
- 『世界の終わりのいずこねこ』（2014）- 企画・配給
- 『ワンダフルワールドエンド』（2014）- 企画・配給

2015年
- 『101回目のベッド・イン』（2015）- 企画・配給
- 『いいにおいのする映画』（2015）- 企画・配給
- 『私たちのハァハァ』（2015）- 企画・製作・配給

2016年
- 『脱脱脱脱17』（2016）- 企画・配給

2017年
- 『聖なるもの』（2017）- 企画・配給
- 『少女邂逅』（2017）- 企画・配給
- 『なっちゃんはまだ新宿』（2017）- 企画・配給
- 『はらはらなのか。』（2017）- 企画・製作・配給

2018年
- 『月極オトコトモダチ』(2018）- 企画・配給
- 『暁闇』（2018）- 企画・配給
- 『左様なら』（2018）- 企画・配給
- 『無限ファンデーション』（2018）- 企画・配給
- 『普通は走り出す』（2018）- 企画・配給
- 『松永天馬殺人事件』（2018）- 企画・配給協力
- 『書くが、まま』（2018）- 企画・配給協力
- 『満月の夜には思い出して』（2018）- 企画・配給協力
- 『いつか輝いていた彼女は』（2018）- 企画・配給

2019年
- 『アストラル・アブノーマル鈴木さん』（2019）- 企画・配給
- 『放課後ソーダ日和-特別版-』（2019）- 企画・配給
- 『眠る虫』（2019）- 企画
- 『眉村ちあきのすべて』（2019）- 企画・配給
- 『東京の恋人』（2019）- 企画・配給
- 『ドンテンタウン』（2019）- 企画・配給
- 『男の優しさは全部下心なんですって』（2019）- 企画・配給

2020年
- 『POP！』（2021）- 企画協力
- 『彼女来来』（2021）- 企画・配給
- 『絶滅動物(VACATION)』（2021）- 企画・配給協力
- 『アルプススタンドのはしの方』（2020）- 企画・製作・配給
- 『僕たちは変わらない朝を迎える』（2020）- 企画協力・配給

2021年
- 『サマーフィルムにのって』（2021）- 企画協力
- 『幕が下りたら会いましょう』（2021）- 企画・配給
- 『ほとぼりメルトサウンズ』（2021）- 企画・配給
- 『ハッピーエンディングス』（2021）- 企画・配給
- 『この日々が凪いだら』（2021）- 企画・配給協力

2022年
- 『愛なのに』（2022）- 企画・製作・配給
- 『猫は逃げた』（2022）- 企画・製作・配給
- 『辻占恋慕』（2020）- 企画協力・配給
- 『ビリーバーズ』（2022）- 配給・宣伝（共同配給：クロックワークス）
- 『よだかの片想い』（2022）- 企画協力

2023年
- 『銀平町シネマブルース』（2022）- 企画・製作・配給
- 『よっす、おまたせ、じゃあまたね。』（2022）- 企画協力・製作・配給
- 『さよならエリュマントス』（2023）- 製作・配給・宣伝
- 『まなみ100%』（2022）- 企画・製作・配給
- 『サーチライト-遊星散歩-』（2022）- 企画・製作・配給

2024年
- 『違う惑星の変な恋人』（2023）-企画・製作・配給
- 『このハンバーガー、ピクルス忘れてる。』（2024）-制作協力・配給
- 『ミレニアム・マンボ-4Kレストア版-』（2024）-配給
- 『明けまして、おめでたい人』-配給協力
- 『記憶の居所』（2023）-配給協力
- 『朝をさがして』（2023）-制作・配給
- 『水深ゼロメートルから』（2024）-企画・製作・配給
- 『冗談じゃないよ』-配給協力
- 『新米記者トロッ子 私がやらねば誰がやる!』 -企画・製作・配給
- 『オアシス』　（2024） -　製作・配給・宣伝
- 『夜のまにまに』（2023）-配給協力
- 『冬物語』（2023）-配給協力

2025年
- 『YOUNG&FINE』　- 配給・宣伝
- 『となりの宇宙人』　- 配給・宣伝
- 『代々木ジョニーの憂鬱な放課後』（2025）- 企画・配給・宣伝

## 企画上映
- R18 LOVE CINEMA SHOWCASE（2006-2008）
- MOOSIC LAB（2012- ）
- MOOSIC LAB［JOINT］（2020-）
- 大田原愚豚舎の世界-異能・渡辺紘文監督特集（2019-2020）
- KCU plus ONE -「代々木ジョニーの憂鬱な放課後」完成記念・木村聡志監督特集-（2025）

## 演劇
- 『ぶたい版・中学生日記』（2011）-制作協力
- 『アルプススタンドのはしの方』（2019）- 企画・製作
- 『アルプススタンドのはしの方-高校演劇ver.』（2021）- 企画・製作
- 『水深ゼロメートルから』（2021）- 企画・製作
- 『リザンテラ』（2022）企画・製作
- 『あの頃、僕らは純文学だった（テアトロコントVOL.70）』（2024）-企画

## 著書
- 『女優・林由美香』洋泉社 2006年10月/編集：直井卓俊・林田義行　監修：柳下毅一郎